# Fletcher (Schiff, 1942)
Die USS Fletcher (DD-445) (später DDE-445) war ein Zerstörer der United States Navy und Typschiff der Fletcher-Klasse. Sie war benannt nach Admiral Frank F. Fletcher. Das Schiff diente von 1942 bis 1969 in der US-Marine.

## Technik
Für ausführliche Angaben siehe den Artikel zur Klasse: Fletcher-Klasse

### Rumpf und Antrieb
Der Rumpf der Fletcher war 114,7 m lang und 12,2 m breit. Der Tiefgang betrug 5,4 m, die Verdrängung 2.100 Standardtonnen. Der Antrieb des Schiffs erfolgte durch zwei Dampfturbinen von General Electric, der Dampf wurde in vier Kesseln von Babcock & Wilcox erzeugt. Die Leistung betrug 60.000 Wellen-PS, die Höchstgeschwindigkeit lag bei über 35 Knoten.

### Bewaffnung und Elektronik
Hauptbewaffnung der Fletcher waren bei Indienststellung ihre fünf 5-Zoll/127-mm-Mark-30-Einzeltürme. Dazu kamen diverse Flugabwehrkanonen, die im Laufe des Krieges immer weiter verstärkt wurden. 1948/49 wurde das Schiff dann zum U-Jagdzerstörer umgebaut und erhielt verstärkte Anti-U-Boot-Bewaffnung, unter anderem einen Mk.-108-U-Jagdraketenwerfer vor der Brücke.
Die Fletcher war einer der ersten Zerstörer, die von Anfang an mit Radar ausgerüstet waren. Am Mast über der Brücke waren ein SG- und ein SC-Radar montiert, mit denen Flugzeuge auf Entfernungen zwischen 15 und 30 Seemeilen und Schiffe in Entfernungen zwischen 10 und 22 Seemeilen geortet werden konnten.

## Geschichte

### Bau und Indienststellung
Die Fletcher wurde am 2. Juni 1941 bei der Federal Shipbuilding and Drydock Company in Kearny, New Jersey auf Kiel gelegt. Nach der Taufe durch Susan Hunt Stetson Fletcher, der Witwe von Admiral Fletcher, lief das Schiff am 3. Mai 1942 vom Stapel. Nach weiteren Ausrüstungsarbeiten erfolgte am 30. Juni dann die Indienststellung bei der Navy unter dem Kommando von Lieutenant Commander W. M. Cole. Der Zerstörer wurde der Pazifikflotte zugeteilt.

### Zweiter Weltkrieg

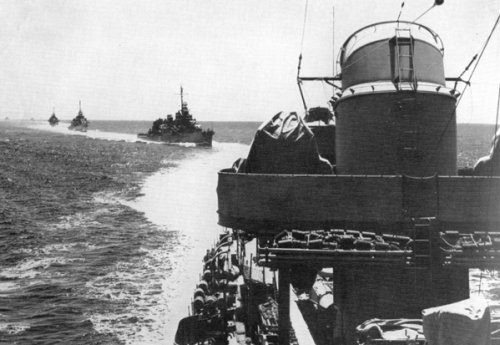
Task Force 67 vor Tassafaronga am 30. November 1942, aufgenommen von Bord der Fletcher

Am 5. Oktober 1942 traf die Fletcher in den Gewässern vor Neukaledonien ein und nahm vor Guadalcanal ihren Dienst auf. In der Folgezeit unterstützte sie die Marines an Land mit ihrer Schiffsartillerie, so am 30. Oktober am Lunga Point. Am 12. November wehrte der Zerstörer einen massiven japanischen Luftangriff auf einen Schiffskonvoi ab. Am folgenden Tag entwickelte sich die erste Seeschlacht von Guadalcanal, in deren Verlauf die Fletcher zwei japanische Zerstörer durch Torpedos versenkte und das Schlachtschiff Hiei schwer beschädigte. Da sie selbst keinerlei Beschädigungen erlitt, erhielt sie von ihren Besatzungen den Spitznamen Lucky 13 (dt. Glückliche 13). Nachdem auf Espiritu Santo Nachschub gebunkert worden war, kehrte das Schiff am 30. November mit einem Kreuzer-/Zerstörerverband (Taskforce 67) durch den Lengo-Kanal in den Ironbottom Sound zurück. Die Fletcher ortete als Führungsschiff kurz vor Mitternacht die japanischen Kräfte über Radar. Während des folgenden Nachtgefechts wurde ein japanischer Zerstörer versenkt, die Amerikaner verloren jedoch den schweren Kreuzer Northampton, dessen Überlebende zum Teil von der Fletcher gerettet wurden. Drei weitere Kreuzer wurden zum Teil schwer beschädigt.
In den folgenden Monaten operierte der Zerstörer weiterhin vor den Salomonen, unterstützte die Landtruppen durch Artilleriefeuer und wehrte Luftangriffe ab. Am 11. Februar 1943 eilte er dem Kreuzer Helena zur Hilfe, der das japanische U-Boot RO-102 gesichtet hatte. Am 21. Februar unterstützte die Fletcher die amerikanische Landung auf den Russell-Inseln, in der Nacht vom 5. auf den 6. März beschoss sie das japanische Flugfeld am Munda Point. Zwischen dem 23. April und dem 4. Mai lag sie zur Überholung des Schiffs im Hafen von Sydney. Nach weiteren Einsätzen vor den Salomonen war sie Ende November an der Schlacht um die Gilbert-Inseln beteiligt und wehrte am 26. November einen schweren japanischen Luftangriff ab. Am 9. Dezember kehrte die Fletcher für einen kurzen Dockaufenthalt nach Pearl Harbor zurück. Zwischen dem 13. und dem 21. Januar 1944 begleitete sie einen Nachschubkonvoi von San Diego in den Westpazifik, dann nahm sie an der Schlacht um die Marshallinseln teil und blieb bis zum 4. Februar in der Region. Nachdem sie einen leeren Konvoi nach Funafuti begleitet hatte, kehrte sie in die Region um die Marshallinseln zurück und nahm an der Operation Catchpole teil. Die folgenden Monate verbrachte sie mit Patrouillenfahrten in der Region. Anfang Oktober wurde sie Teil der Flotte, die mit der Invasion auf Leyte am 20. Oktober die Rückeroberung der Philippinen einleitete.
Im Januar 1945 war sie an der Landung auf Luzon beteiligt, im Februar lieferte sie Artillerieunterstützung für die Rückeroberung Manilas. Die Fletcher blieb bis zum 15. Mai in der Region, dann kehrte sie an die Westküste der Vereinigten Staaten zurück, wo sie überholt wurde. Während des Werftaufenthalts wurde sie gemäß dem Emergency Kamikaze Refit umgebaut. Die beiden 40-mm-Zwillingsgeschütze mittschiffs wurden durch 40-mm-Vierlingsgeschütze ersetzt. Um Raum für die Richtgeräte zu schaffen, wurde der vordere Torpdosatz entfernt und stattdessen zwischen den Schornsteinen eine Plattform gebaut, auf der die Richtgeräte installiert wurden. Durch den Umbau, der Ende Juli 1945 abgeschlossen war, verfügte sie über drei 40-mm-Zwillingsgeschütze und zwei 40-mm-Vierlingsgeschütze sowie sechs 20-mm-Zwillingsgeschütze. Nach dem Ende des Krieges nahm sie an mehreren Übungen vor San Diego und Hawaii teil.

### Erste Außerdienststellung
Am 7. August 1946 wurde die Fletcher in San Diego demobilisiert und der Reserveflotte zugeteilt. Am 15. Januar 1947 wurde das Schiff dann endgültig ausgemustert. In den folgenden Monaten wurde der Zerstörer grundlegend überholt und umgebaut. Er erhielt neue U-Jagdbewaffnung und Ortungsgeräte als Antwort auf die Verbesserung der sowjetischen U-Boote. Am 3. Oktober 1949 erfolgte die zweite Indienststellung der Fletcher als U-Jagdzerstörer (DDE).

### Kalter Krieg

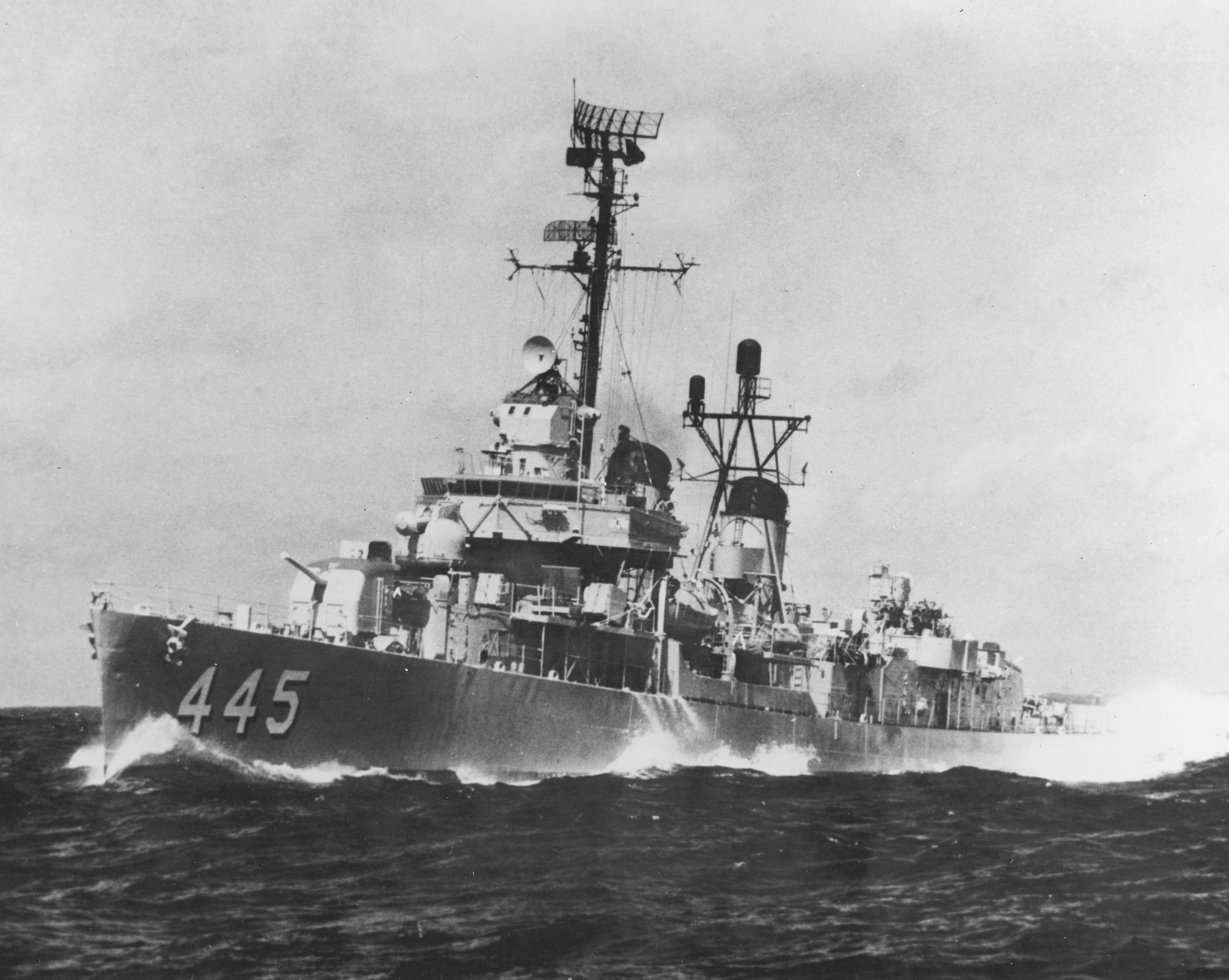
Fletcher, Anfang der sechziger Jahre

Die erste Fahrt führte die Fletcher nach San Diego, von wo sie am 1. Mai 1950 zu ihrem Einsatz mit der 7. US-Flotte im Westpazifik aufbrach. Zum Zeitpunkt des Ausbruchs des Koreakriegs lag sie zusammen mit dem U-Jagdflugzeugträger Valley Forge im Hafen von Hongkong und brach sofort in Richtung Korea auf. Am 3. Juli traf die Kampfgruppe vor der Küste ein, wo sie den britischen Träger Triumph unterstützte, dessen Bordgeschwader Luftangriffe gegen Nordkorea flog. Den gesamten Sommer verbrachte die Fletcher vor der koreanischen Küste, nur von kurzen Versorgungsaufenthalten in Sasebo oder Okinawa unterbrochen. Vom 13. bis zum 17. September unterstützte sie die Landung bei Incheon und kehrte am 11. November in ihren Heimathafen Pearl Harbor zurück, nachdem sie den Oktober weiterhin mit verschiedenen Flugzeugträgern vor der koreanischen Küste verbracht hatte.
Im Januar 1951 ging die Fletcher zur Überholung für zwei Wochen ins Trockendock, ebenso im Mai nach intensiven Übungen vor Hawaii. Der nächste Einsatz folgte am 19. November, die Fletcher lief mit dem Zerstörergeschwader Eins über Midway nach Japan aus. Von Yokosuka aus operierte sie dann erneut mit der 7. Flotte vor der Küste Koreas, nahm an zwei Küstenbeschießungen und mehreren U-Jagdübungen vor Okinawa teil. Sie kehrte am 20. Juni 1952 nach Hawaii zurück, am 5. September lief sie mit der Joint Task Group 132 nach Eniwetok aus, wo im Rahmen der Operation Ivy der erste Test einer Wasserstoffbombe stattfinden sollte. Sie überwachte das Seegebiet um das Atoll während der Vorbereitungen und war während der Zündung von Ivy Mike am 1. November etwa 30 Seemeilen vom Ground Zero entfernt. Nach Abschluss des Tests kehrte die Fletcher am 24. November nach Pearl Harbor zurück.
Im Mai 1953 folgte ein weiterer Einsatz mit der 7. Flotte im Pazifik, der bis Ende November andauerte. Die erste Jahreshälfte 1954 verbrachte das Schiff im Hafen bzw. mit Übungen in der Region um Hawaii. Am 9. August  lief sie dann mit dem Zerstörergeschwader 11 in Richtung Yokosuka aus. Am 21. August verließ der Verband Japan wieder in Richtung Subic Bay, wo er sich den Trägern Philippine Sea und Yorktown anschloss und während der Ersten Quemoy-Krise im September bei der Evakuierung der Yijang-Shan-Insel half. 1955 war die Fletcher an der Evakuierung der Dachen-Inseln beteiligt. Bis 1962 operierte sie jährlich für mehrere Monate mit der 7. Flotte im Westpazifik. 1962 wurde sie wieder als Zerstörer (DD) klassifiziert.
Während des Vietnamkriegs war sie vier Mal für je sechs Monate vor der Küste eingesetzt und war unter anderem an der Operation Market Time beteiligt. Zu ihren Einsätzen vor Vietnam gehörten aber auch Küstenbeschießungen, Einsätze als „plane guard“ für verschiedene Träger sowie Radarwacheinsätze. Im August 1968 tauschte sie ihre Besatzung mit der Philip, die als nicht mehr einsatzfähig eingestuft worden war. Der folgende Einsatz im Pazifik war der letzte Einsatz, im Mai 1969 kehrte sie nach Pearl Harbor zurück, wo sie ihre Munition entlud und die Besatzung verabschiedet wurde. Ein letztes Mal lichtete die Fletcher am 16. Juli den Anker und fuhr nach San Diego.

### Schicksal
Die Fletcher wurde am 1. August 1969, nach über 27 Dienstjahren, im Hafen vom San Diego außer Dienst gestellt und aus den Schiffsregistern der Marine gestrichen. Ersten Planungen nach sollte sie als Museumsschiff erhalten werden, diese wurden dann aber aufgegeben. Am 22. Februar 1972 wurde der Zerstörer dann zur Verschrottung nach Taiwan verkauft, im März mit einem Hochseeschlepper nach Taiwan überführt und in der Folgezeit komplett abgebrochen.
Für ihren Einsatz im Zweiten Weltkrieg erhielt die Fletcher 15 Battle Stars, für ihren Einsatz im Koreakrieg fünf.